# Wenzel Rippel
Wenzel Rippel (* 28. Dezember 1902 in Aich bei Karlsbad, heute Doubí; † 22. Juni 1982 in Kaufbeuren) war ein deutscher Politiker der SPD.

## Biografie
Rippel war als Angestellter tätig. Er beteiligte sich am 1. Februar 1948 an der Gründung des Ortsvereins Buchloe der Arbeiterwohlfahrt. Rund ein Jahr später wurde er zum Stellvertreter von Walter Zimmermann, dem AWO-Vorsitzenden des Kreisverbandes Kaufbeuren, gewählt. Im August 1954 rückte er für den verstorbenen Dionys Bittinger in den Bayerischen Landtag nach, dem er für rund drei Monate, bis zum Ende der Wahlperiode, angehörte.